# کارلتون کارپنتر
کارلتون کارپنتر (انگلیسی: Carleton Carpenter; ۱۰ ژوئیهٔ ۱۹۲۶ – ۳۱ ژانویهٔ ۲۰۲۲) رمان‌نویس، بازیگر، و فیلم‌نامه‌نویس اهل ایالات متحده آمریکا بود. وی بین سال‌های ۱۹۴۴ تا ۱۹۸۳ میلادی فعالیت می‌کرد.